# Arthraxon
Arthraxon là một chi thực vật có hoa trong họ Hòa thảo (Poaceae).

## Loài
Chi Arthraxon gồm các loài: